# Jerzy Centkowski
Jerzy Centkowski (ur. 1941, zm. 14 marca 2014) – polski historyk, doktor habilitowany nauk humanistycznych w zakresie historii, specjalista w zakresie dydaktyki historii i historii najnowszej Niemiec, profesor Instytutu Historii Wydziału Socjologiczno-Historycznego Uniwersytetu Rzeszowskiego oraz rektor Wyższej Szkoły Mazowieckiej w Warszawie. Autor podręczników szkolnych i akademickich. 

## Wybrana bibliografia autorska
- Fromborski samotnik (Ludowa Spółdzielnia Wydawnicza, Warszawa, 1973)

## Nagrody
- Nagroda „Trybuny Ludu” (zespołowa) dla redakcji Zeszytów Historycznych "Głosu Nauczycielskiego" (1983)[2]